# Get Up (EP)
Get Up은 2023년 7월 21일 ADOR에서 발매된 대한민국의 걸그룹 NewJeans의 두 번째 익스텐디드 플레이 (EP)이다. 박진수, 250, Frankie Scoca, 카타리나 스톨텐베르그, 헨리에테 모츠펠트가 프로듀싱한 Get Up은 R&B와 댄스 스타일(UK 개러지, 드럼 앤 베이스, 볼티모어, 저지 클럽 등)을 기반으로 한다. 경쾌한 비트와 신시사이저가 특징이다. 가사적으로 EP는 주로 우정과 사랑에서 파생된 감정에 초점을 맞춘다.
Get Up은 세 개의 싱글인 "Super Shy", "ETA", "Cool with You"로 지원되었다. 여섯 곡 모두 Apple과 파워퍼프걸과 같은 브랜드와의 협업으로 뮤직 비디오가 함께 공개되었으며, 정호연과 양조위와 같은 유명 인사들이 출연했다. 뉴진스는 스포티파이와의 전 세계적인 마케팅 캠페인과 대한민국 음악 프로그램 및 미국 롤라팔루자 페스티벌에서의 라이브 공연을 통해 EP를 홍보했다.
음악 평론가들은 Get Up의 프로덕션을 실험적이고, 신선하며, 매력적이라고 대체로 긍정적으로 평가했다. 이 음반은 브리티시 GQ, 페이스트, 롤링 스톤과 같은 매체에서 선정한 2023년 최고의 음악 연말 목록에 포함되었다. 대한민국에서 이 EP는 써클 앨범 차트에서 2위를 기록했으며, 발매 첫 주에 165만 장을 판매했다. 미국 빌보드 200에서 1위를 차지했으며, 캐나다, 프랑스, 일본, 뉴질랜드, 스코틀랜드에서 상위 5위 안에 들었다.

## 배경
NewJeans는 2022년 7월에 데뷔 싱글 "Attention"을 깜짝 발표했다. 이어서 데뷔 EP인 New Jeans가 발매되었고, "Hype Boy"와 "Cookie" 두 곡의 싱글이 더 지원되었다. 이 EP는 K-pop 걸그룹 데뷔 앨범으로는 처음으로 100만 장 이상 판매되었다. 이 그룹은 이후 2023년 1월 상업적으로 성공한 첫 싱글 앨범인 OMG 발매 후 스포티파이에서 10억 스트리밍에 도달한 가장 빠른 K-pop 아티스트가 되었다. 이 앨범에는 "Ditto"와 "OMG"가 수록되었는데, 전자는 대한민국 써클 디지털 차트에서 가장 오랫동안 1위를 차지한 곡이 되었으며, 그룹의 첫 빌보드 핫 100 진입을 기록했다.
2023년 1월, ADOR의 민희진 CEO는 대한민국 잡지 씨네21과의 인터뷰에서 뉴진스가 앨범을 준비 중이라고 밝혔다. 2023년 4월 4일, 대한민국 뉴스 사이트 스타뉴스는 이 앨범이 2023년 7월에 발매될 예정이며, 6월 말에 B-side 트랙 중 하나가 선공개될 것이라고 보도했다. 같은 달 후반, 민희진은 빌보드와의 인터뷰에서 그룹이 4월 초에 녹음을 마쳤다고 밝혔다. 2023년 5월, 한국 언론들은 B-side 트랙이 7월 7일에 공개될 것이라고 보도했다. 2023년 6월 19일, ADOR는 뉴진스의 두 번째 EP인 Get Up의 발매일을 공식적으로 발표하고, 리드 싱글과 함께 B-side 트랙의 스니펫이 포함된 트랙리스트를 공개했다. 같은 날, EP는 선주문이 가능해졌다. 발표 후, 하이브의 주가는 하루 만에 3% 상승했다.

## 작곡

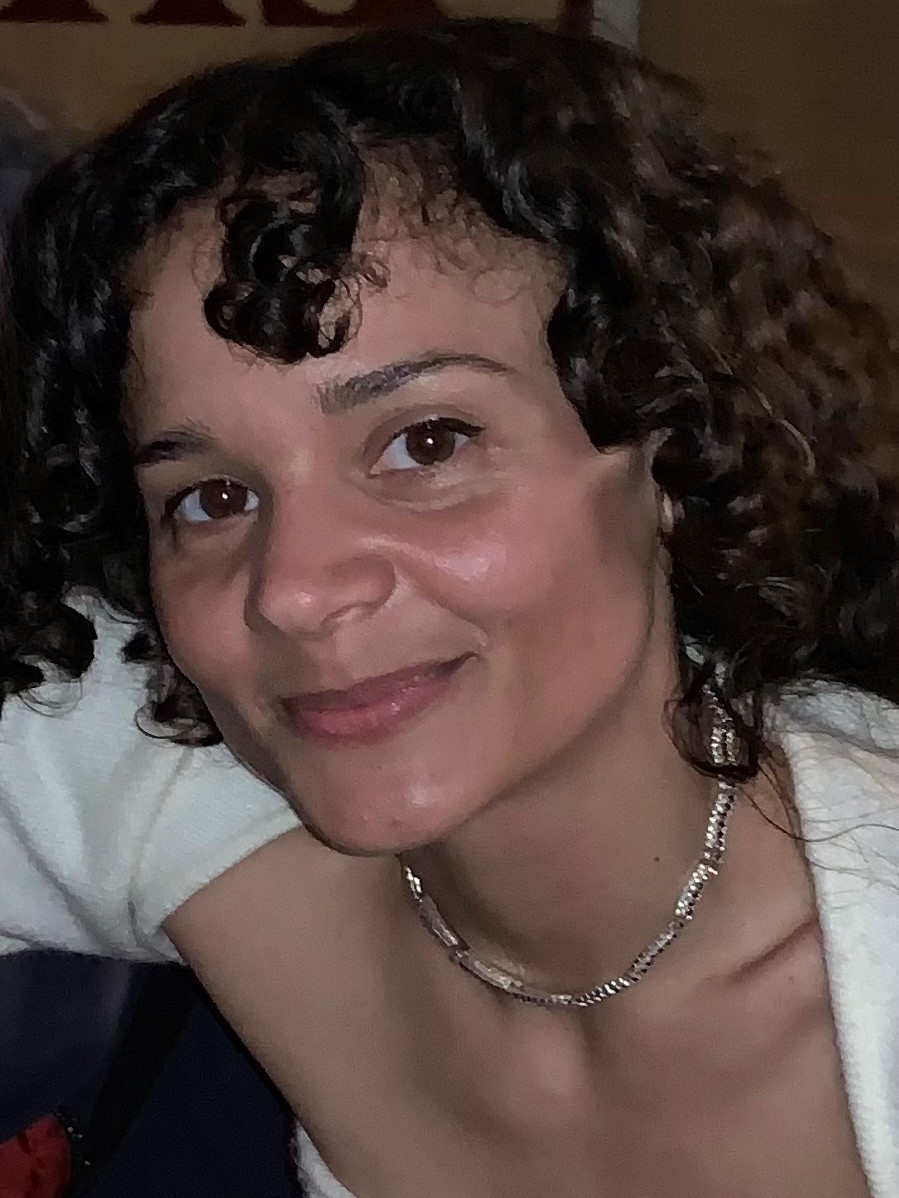
에리카 드 카시에(사진)는 Get Up에 수록된 네 곡을 공동 작곡했다.

Get Up을 프로듀싱하기 위해 ADOR는 250과 박진수와 같은 오랜 협력자뿐만 아니라 K-pop 음악계 외부의 음악가들도 섭외했다. 이 레이블은 덴마크 싱어송라이터 에리카 드 카시에, 노르웨이 음악 듀오 Smerz의 카타리나 스톨텐베르그와 헨리에테 모츠펠트, 덴마크 프로듀서 파인 글린드바드 옌센, 미국 작곡가 크리스틴 보건, 미국 프로듀서 프랭키 스코카 등을 초청하여 코펜하겐에서 스튜디오 세션을 조직했다. 드 카시에, 스톨텐베르그, 모츠펠트, 옌센은 이미 서로를 알고 친구 사이였다. 드 카시에와 스톨텐베르그 모두 프로젝트 전에 K-pop을 들어본 적이 없다고 말했다. 음악가들의 디스코그래피를 분석하며 김도헌 평론가는 그들 모두 R&B 기반의 나른한 베드룸 팝 프로덕션이 UK 개러지와 섞여 있다는 공통점을 지적했다. 음악가들은 처음에는 그룹으로 나뉘어 점심시간까지 뭔가를 만들어내라는 요청을 받았다. 그들에게 주어진 유일한 가이드는 250이 시작점으로 사용하도록 보낸 루프였다.
드 카시에, 스톨텐베르그, 모츠펠트는 GQ와 Crack과의 인터뷰에서 작곡 세션을 "자발적"이고 "장난기 넘치는" 과정이었다고 묘사했다. 다른 사람들을 위해 음악을 작곡하는 것은 그들에게 처음이었고, 자신들의 음악 작업에 비해 더 자유로운 과정이었다고 말하며, 자연스럽게 곡들을 발전시킬 수 있었다고 덧붙였다. 듀오로 작업하는 데 익숙했던 스톨텐베르그와 모츠펠트는 다른 사람들과 함께 작곡하는 것이 처음에는 혼란스러웠다고 말했는데, 옌센과 드 카시에가 동시에 트랙을 쓰는 동안 프로덕션을 지시해야 했기 때문이다. 십대 그룹을 위해 작곡하는 것이었기 때문에, 그들은 활기찬 멜로디와 젊은 분위기의 가사를 선택하기로 결정했다. 스톨텐베르그는 "반템포, 빠른 템포 전환 및 보컬 샘플"과 함께 "드문" 프로덕션과 같은 일부 요소와 리듬이 그들이 경력 초기에 들었던 풋워크 및 유사 장르에서 영감을 받았다고 말했다. 세션은 며칠 동안 진행되었으며, 이 기간 동안 그룹은 EP의 여섯 곡 중 네 곡인 "New Jeans", "Super Shy", "Cool with You", "ASAP"을 작곡했다.
그들이 처음 작곡한 곡은 "Super Shy"였다. 드 카시에는 보건과 함께 가사를 쓸 때 수줍음이 많았던 십대 시절의 경험에서 영감을 받았다고 말했다. "New Jeans"의 경우, 드 카시에는 먼저 "new year, new jeans, you and me"라는 훅을 떠올렸고, 그녀와 옌센은 S.O.A.P.와 Aqua에서 영감을 받아 콜 앤 리스폰스 챈트를 중심으로 곡을 만들었다. "Cool with You"는 드 카시에와 옌센이 아이디어를 공유하고 음성 메모를 주고받는 동안 처음 개발되었다. "ASAP"은 세션 막바지 늦은 오후, 그룹이 휴식을 취하는 동안 Smerz가 만든 비트를 기반으로 250의 루프 중 하나에서 발전되었다. 이후 곡들은 레이블로 보내져 한국에서 마무리되었고, 일부 가사가 변경되거나 한국어로 번역되었다. 뉴진스 멤버 해린은 "New Jeans"에서 처음으로 작사가로 이름을 올렸고, 멤버 다니엘은 "Super Shy"와 "ASAP"의 가사를 썼다. 박진수 또한 "New Jeans"와 "Cool with You"에서 작곡가 및 프로듀서로 이름을 올렸다. 나머지 트랙인 "ETA"와 "Get Up"은 250이 프로듀싱했으며, "ETA"는 한국 래퍼 빈지노, Gigi, Ylva Dimberg, 그리고 250이 작곡했고, 250은 Freekind와 함께 "Get Up"도 작곡했다.

## 음악과 가사
"이전 앨범과 비교했을 때, 이번 새 미니 앨범은 음악 장르와 댄스 스타일뿐만 아니라 우리가 표현하고 보여주고자 하는 것에서도 훨씬 더 다양한 모습을 보여줍니다."
Get Up은 여섯 개의 트랙으로 구성되어 있으며, 길이는 약 12분이다. 이 음반은 R&B와 다양한 스타일의 댄스 음악에서 영감을 받았으며, OMG에서 처음 탐구했던 장르를 더욱 확대했다. 하니는 이 EP를 "뉴진스의 여름"을 표현한 것으로, 사랑을 둘러싼 다양한 감정과 이야기들을 담고 있다고 설명했다. Get Up은 "New Jeans"로 시작한다. UK 개러지와 저지 클럽에서 영감을 받은 이 타악기 중심의 트랙은 뉴진스가 자신들만의 길을 계속 개척하고 새로운 음악을 실험하고자 하는 열망을 표현하며, 가사에는 미국 듀오 아웃캐스트의 "So Fresh, So Clean" (2001)도 언급된다. "Super Shy"는 버블검 팝 리퀴드 드럼 앤 베이스 및 저지 클럽 곡으로, 스타카토 킥 드럼 패턴이 특징이며, 뉴진스가 수줍음을 극복하고 첫사랑에게 고백하고 싶어 하는 마음을 담고 있다.
"ETA"는 도착 예정 시간의 약자로, 부드러운 멜로디를 기반으로 하는 곡으로, Think break와 같은 펑키한 드럼 브레이크, "아늑한" 신시사이저, 그리고 Debonair Samir의 볼티모어 클럽 곡 "Samir's Theme"에서 따온 활기찬 에어 혼을 포함한다. 이 트랙에서 뉴진스는 친구의 남자친구가 바람을 피운다는 이유로 그와 헤어지도록 친구를 격려한다. 피치포크의 조슈아 민수 김은 이 곡을 뉴진스가 이전에 클럽 음악으로 실험했던 결과물, 즉 "Cookie"의 저지 클럽과 "Ditto"의 볼티모어 클럽의 결과물이라고 묘사했다. "Cool with You"는 "노력 없는" 멜로디, "장난기 넘치는" 애드립, 여러 겹의 하모니, 멜리스마, 그리고 속삭이는 보컬이 특징인 UK 개러지 트랙이다. 이 트랙에서 뉴진스는 상대방에 대한 솔직한 감정을 표현하며, 다른 사람들이 자신들에 대해 뭐라고 말하든 신경 쓰지 않는다. EP의 간주곡인 "Get Up"은 뉴진스의 공기 같은 하모니를 강조하는 분위기 있는 신시사이저를 기반으로 한 "몽환적인" R&B 발라드이다. 이 곡은 연인과의 다툼을 암시한다. 음반은 "ASAP"으로 마무리된다. "ASAP"은 "상큼한" 팝 곡으로, "방울거리는" 타악기, 싱코페이션된 신시사이저, 그리고 첫 번째 트랙을 상기시키는 시계 소리처럼 똑딱거리는 소리가 포함되어 있다. 몽롱한 보컬로, 뉴진스는 파트너를 갈망하며, 그들에게 "삶의 작은 기쁨"을 나누기 위해 자주 전화하는 것에 대해 노래한다.

## 발매 및 홍보
Get Up은 뉴진스의 데뷔 1주년 하루 전인 2023년 7월 21일에 발매되었다. 이 음반은 세 가지 물리적 형식으로 발매되었다. 여섯 가지 변형으로 제공되는 가방 버전, 파워퍼프걸과의 협업으로 제작된 박스 세트 버전, 그리고 Weverse 전용 버전이다. 모든 버전에는 CD, CD 봉투, 아웃박스, 포토북 3권, 가사집, 포토카드 봉투, 포토카드 5장, 스티커 봉투, 스티커 3장, 엽서 5장, 북마크가 포함되어 있다. 다른 상품들은 Target, 위버스샵 재팬, 유니버설 뮤직 스토어 등에서만 독점적으로 판매되었다.

### 싱글
EP의 첫 번째 싱글 "Super Shy"는 2023년 7월 7일에 B-side 트랙인 "New Jeans"와 함께 디지털 다운로드 및 스트리밍 플랫폼에서 공개되었다. 이 곡은 YouTube Shorts와 협력하여 "ImSuperShy" 해시태그 아래 공개된 댄스 챌린지를 통해 홍보되었다. 대한민국에서 "Super Shy"는 써클 디지털 차트에서 1위를 차지하며 뉴진스에게 세 번째 국내 1위 싱글을 안겨주었다. 국제적으로 "Super Shy"는 미국 빌보드 핫 100과 영국 싱글 차트를 포함한 수많은 차트에서 그룹의 최고 성적을 기록했으며, 홍콩, 말레이시아, 싱가포르, 대만에서 1위에 올랐다. "Cool with You"와 "ETA"는 EP와 함께 2023년 7월 21일에 다음 싱글로 발매되었다.

### 영상
ADOR는 첫 보도 자료에서 여섯 곡 모두의 뮤직 비디오를 공개할 것이며 "여러 글로벌 브랜드와의 전례 없는 협업과 뮤직 비디오에 깜짝 게스트 출연"을 예고했다. 발매에 앞서 그들은 2023년 6월 26일과 27일에 "ETA"와 "ASAP"의 뮤직 비디오를 티저 영상으로 공개했다. 민희진이 프로듀싱한 모든 뮤직 비디오는 2023년 7월 7일 "New Jeans"와 "Super Shy"를 시작으로 하이브의 유튜브 채널에 공개되었다. "New Jeans"의 뮤직 비디오는 이영음이 감독했으며, 미국 텔레비전 애니메이션 시리즈 파워퍼프걸의 25주년을 기념하기 위해 협업하여 제작되었다. 이 영상은 뉴진스가 다양한 애니메이션 스타일로 파워퍼프걸과 같은 이름의 캐릭터로 변신하는 모습을 담고 있다. 신희원이 감독한 "Super Shy"의 뮤직 비디오는 뉴진스가 포르투갈 리스본 전역에서 일련의 즉흥 플래시 몹을 통해 노래를 공연하는 모습을 담고 있다.
"Cool with You"와 "Get Up"의 2부작 뮤직 비디오는 싱글 발매 이틀 전인 2023년 7월 19일에 공개되었다. 뉴진스와 배우 호연, 배우 Micol Vela, 양조위가 출연한 이 뮤직 비디오는 에로스와 프시케 신화를 재해석했다. "ETA"의 뮤직 비디오는 Apple과 협력하여 제작되었으며, EP 발매와 동시에 공개되었다. 아이폰 14 프로로 촬영된 이 영상은 뉴진스가 친구의 남자친구가 바람을 피운다는 사실을 폭로하는 내용을 담고 있다. "Cool with You"와 "ETA"의 뮤직 비디오는 모두 스페인 바르셀로나에서 촬영되었으며, 이전에 뉴진스의 "Ditto" 뮤직 비디오를 작업했던 신우석이 감독했다. 김자경이 감독한 "ASAP"의 뮤직 비디오는 2023년 7월 26일에 공개되었다.

### 라이브 공연
Get Up을 홍보하기 위해 뉴진스는 2023년 7월과 8월 내내 대한민국 음악 프로그램인 인기가요와 뮤직뱅크에 출연하여 트랙들을 공연했다. 발매 이틀 후, 그들은 유튜브 웹쇼 아이유의 팔레트에 출연하여 호스트 아이유가 원래 발매한 "Celebrity" (2021)를 커버했다. 8월 3일, 그들은 롤라팔루자에서 미국 첫 라이브 공연을 가졌으며, 이 페스티벌에서 공연한 최초의 K-pop 걸그룹이 되었다. 48분간 진행된 공연은 그들의 전체 디스코그래피를 다루었으며, 시카고 선타임스에 따르면 오후 5시 공연 시간대에서 역대 가장 많은 관중을 모았다. 공연은 긍정적인 평가를 받았다. 롤링 스톤의 알세아 레가스피는 뉴진스가 "무대에서 완전히 준비가 되어 있었다"고 말했고, NME의 라이언 데일리는 그녀의 별 4개 리뷰에서 그들이 기대에 부응했다고 썼다. 데일리는 초기 곡들의 밴드 연주와 EP 트랙들의 에너지 넘치는 공연에 찬사를 보냈고, 공연이 끝날 무렵 그룹이 "무대 위에서 완전히 정착된" 것처럼 보였다고 결론 내렸다. 이는 그들의 초기 긴장감에도 불구하고 마치 수년간 "이 정도 규모의 관객을 지휘"해 온 것 같았다고 덧붙였다.
8월 11일, 뉴진스는 제25회 세계 스카우트 잼버리 폐막식인 K-pop 슈퍼 라이브 콘서트에서 "ETA"를 공연했다. 8월 19일, 그룹은 서머 소닉 페스티벌에서 일본 첫 라이브 공연을 가졌으며, 40분간의 세트 동안 대부분의 디스코그래피를 공연했다. 그룹은 폭염 속 한낮에 공연했음에도 불구하고 많은 관중을 끌어모았고, 주최측은 안전상의 이유로 공연장 진입을 제한해야 했다. 페스티벌 창립자인 시미즈 나오키는 이 공연이 낮 12시 시간대에서 역대 가장 많은 관중을 모았다고 말했다. 음악 평론가 김도헌은 이를 "역사적인 순간"으로 평가했고, Mikiki의 오다 준지는 이를 "결정적인 공연"이라고 부르며 "일본과 아시아에서 뉴진스의 입지를 확고히 했다"고 평했다.

## 비평가 반응
| 전문가 평가          | 전문가 평가 |
| 평가 점수            | 평가 점수   |
| 출처                 | 점수        |
| -------------------- | ----------- |
| 올뮤직               | [ 17 ]      |
| 이즘                 | [ 55 ]      |
| 뉴 뮤지컬 익스프레스 | [ 22 ]      |
| 피치포크             | 7.6/10      |

발매와 동시에 Get Up은 NPR의 최고의 신곡 목록에 포함되었다. NME의 라이언 데일리는 그녀의 별 5개 리뷰에서 여섯 곡 모두 "흠 잡을 데 없는" 곡들이며, Get Up이 뉴진스의 두 번째 해를 위한 "신성한" 소개 역할을 하며 K-pop 음악계에서 "주목할 만한 그룹"으로 성공적으로 자리매김했다고 썼다. 피치포크의 조슈아 민수 김은 그룹이 "활기찬 댄스 음악을 통해 자기애와 열정의 황홀경을 전달한다"며, 그들의 "빠르고 클럽 풍의 팝송들은 그들을 오늘날 가장 흥미로운 K-pop 아티스트 중 하나로 확고히 한다"고 썼다. 김도헌 평론가는 이 EP를 긍정적으로 평가하며 "레트로하면서도 트렌드의 선두에 서 있다"고 묘사했다. 음악 평론가 김영대는 Get Up을 "단순성과 직관적인 정교함에 대한 끈질긴 추구의 고도로 세련된 결과물"이라며 "장르와 문화를 초월한다"고 평가했다.

### 순위
| 출판물      | 목록                           | 순위 | Ref.   |
| ----------- | ------------------------------ | ---- | ------ |
| 브리티시 GQ | 2023년 최고의 앨범             | N/A  | [ 58 ] |
| 익스클레임! | 2023년 최고의 EP 15장          | N/A  | [ 59 ] |
| 뉴욕 타임스 | 2023년 최고의 앨범             | 4    | [ 60 ] |
| NME         | 2023년 아시아 최고의 앨범 25장 | 1    | [ 61 ] |
| Nylon       | 2023년 상위 앨범               | 9    | [ 62 ] |
| Paste       | 2023년 K-pop 앨범 20선         | 1    | [ 63 ] |
| Paste       | 2023년 최고의 EP 30장          | N/A  | [ 64 ] |
| Paste       | 역대 최고의 K-Pop 앨범 30장    | 18   | [ 65 ] |
| Paste       | 역대 최고의 EP 100장           | 52   | [ 66 ] |
| 팝매터스    | 2023년 최고의 앨범 80장        | 61   | [ 67 ] |
| 롤링 스톤   | 2023년 최고의 앨범 100장       | 33   | [ 68 ] |
| Slate       | 2023년 최고의 앨범 12장        | N/A  | [ 69 ] |
| 스테레오검  | 2023년 훌륭한 EP 25장          | N/A  | [ 70 ] |

### 수상
| 기관                    | 연도 | 상                        | 결과     | Ref.   |
| ----------------------- | ---- | ------------------------- | -------- | ------ |
| 아시아 팝 뮤직 어워드   | 2023 | 올해의 앨범 TOP 20 (해외) | 수상     | [ 72 ] |
| 빌보드 뮤직 어워드      | 2023 | 탑 글로벌 K-Pop 앨범      | 후보     | [ 73 ] |
| 한국대중음악상          | 2024 | 올해의 음반               | 후보     | [ 74 ] |
| 한국대중음악상          | 2024 | 최우수 K-pop 음반         | 수상     | [ 75 ] |
| 엠넷 아시안 뮤직 어워드 | 2023 | 올해의 앨범               | 최종후보 | [ 76 ] |
| 멜론 뮤직 어워드        | 2023 | 밀리언스 TOP 10 아티스트  | 수상     | [ 77 ] |
| 멜론 뮤직 어워드        | 2023 | 올해의 앨범               | 최종후보 | [ 77 ] |

## 상업적 성과
EP의 유통사 YG플러스에 따르면, Get Up은 발매 하루 전 172만 장 이상의 선주문량을 기록하며 뉴진스의 이전 앨범 OMG의 80만 장 기록을 깼다. 한터 차트에 따르면, 이 EP는 발매 첫날 1,194,623장이 판매되어 그룹의 세 번째 연속 100만 장 이상 판매 앨범이 되었다. Get Up은 발매 첫 주에 165만 장이 판매되어 K-pop 여성 아티스트 앨범 중 발매 첫 주 판매량 2위를 기록했다. 이 EP는 2023년 7월 16일부터 22일까지의 써클 앨범 차트에서 1,451,905장이 판매되어 2위로 데뷔했다. 위버스 전용 버전은 같은 차트에서 271,895장이 판매되어 4위로 데뷔했다. 평론가들은 가방 모양의 EP 기능적 디자인이 한국에서 상업적 성공에 기여했다고 언급했다.
미국에서 Get Up은 2023년 8월 5일자 빌보드 200 차트에서 1위로 데뷔하며 뉴진스에게 차트 첫 진입과 1위를 안겨주었다. 뉴진스는 블랙핑크에 이어 차트 정상에 오른 두 번째 K-pop 걸그룹이 되었고, 이 EP는 2008년 대니티 케인의 Welcome to the Dollhouse 이후 15년 만에 걸그룹 앨범으로는 단 두 장만이 1위를 차지했다. 또한 차트 정상을 차지한 20번째 비영어권 앨범이자 2023년의 네 번째 비영어권 앨범이다. 이 EP는 126,500 앨범 판매량에 해당하는 단위로 시작했으며, 그 중 101,500장은 순수 앨범 판매량이었고, 첫 주에 3439만 스트리밍을 기록했다. 빌보드에 따르면, 이 음반은 500장이라는 근소한 차이로 바비 (2023)의 사운드트랙을 제치고 '올해 가장 치열한 1위 경쟁'에서 승리했다. 연말까지 332,000장이 판매되었으며, 빌보드에 따르면 미국에서 다섯 번째로 많이 팔린 CD 앨범이었다. 일본에서는 Get Up이 2023년 7월 17일부터 23일까지의 오리콘 앨범 차트에서 27,304장이 판매되어 5위로 데뷔했다. 다음 주에는 15,768장이 판매되어 4위로 상승했다.

## 트랙 목록
| #  | 제목              | 작사                                                                 | 작곡                                       | 재생 시간 |
| -- | ----------------- | -------------------------------------------------------------------- | ------------------------------------------ | --------- |
| 1. | 〈New Jeans〉     | Gigi 에리카 드 카시에 Fine Glindvad Jensen 해린                      | 박진수 Frankie Scoca 드 카시에 Jensen      |           |
| 2. | 〈Super Shy〉     | Gigi 김동현 드 카시에 Kristine Bogan 다니엘                          | Scoca 드 카시에 Bogan                      |           |
| 3. | 〈ETA〉           | 임성빈 Gigi Ylva Dimberg                                             | 250 Dimberg                                |           |
| 4. | 〈Cool with You〉 | Gigi 김동현 드 카시에 Jensen 다니엘                                  | 박진수 Scoca 드 카시에 Jensen              |           |
| 5. | 〈Get Up〉        | Freekind                                                             | 250 Freekind                               |           |
| 6. | 〈ASAP〉          | Gigi 드 카시에 Jensen 카타리나 스톨텐베르그 헨리에테 모츠펠트 다니엘 | 250 Stoltenberg Motzfeldt 드 카시에 Jensen |           |

## 참여 인원
크레딧은 EP의 가사집에서 가져왔다.
장소
- 하이브 스튜디오에서 녹음, 엔지니어링 및 편집
- 브렉스 팜하우스 스튜디오 (2), 더 사운드 팩토리 스튜디오, 로스앤젤레스, 캘리포니아 (3, 4), 채플 스윙 스튜디오, 밸리 글렌, 로스앤젤레스 (5)에서 믹싱
- 베커 마스터링, 패서디나, 캘리포니아에서 마스터링

참여 인원
| - 박진수 – 기악, 프로그래밍 (1, 4) - Frankie Scoca – 기악, 프로그래밍 (1, 2, 4) - 250 – 기악, 프로그래밍 (3, 5, 6) - 카타리나 스톨텐베르그 – 기악, 프로그래밍, 보컬 샘플링 (6) - 헨리에테 모츠펠트 – 기악, 프로그래밍 (6) - 민희진 – 보컬 디렉팅 - 장정우 – 보컬 디렉팅 - NewJeans – 백 보컬 - Emily Kim – 백 보컬 (2, 3, 4) - Ylva Dimberg – 보컬 샘플링 (3) - Fine Glindvad Jensen – 보컬 샘플링 (4) - 이평욱 – 엔지니어링 (모든 트랙), 보컬 편집 (1, 5) - 왕박영 – 엔지니어링 (모든 트랙), 보컬 편집 (3, 6) - 차예지 – 보컬 편집 (2, 3, 4) - 필 탄 – 믹싱 (1, 6) - Nathan Boddy – 믹싱 (2) - Jonny Breakwell – 믹싱 (3, 4) - 토니 마세라티 – 믹싱 (5) - David K. Younghyun – 믹싱 (5) - Bill Zimmerman – 추가 엔지니어링 (1, 6) - Dale Becker – 마스터링 | - 민희진 – 프로듀서, 패키지 디자인 (비치백) - 김기현 – 공동 프로듀서 (A&R 총괄) - 장정우 – A&R - 남정민 – A&R - 정예지 – A&R - 조한나 – 국제 A&R - 임대범 – 국제 A&R - 신윤아 – 사진 - 송시영 – 사진 - 최유미 – 스타일링 디렉션 - 남화빈 – 스타일링 어시스턴스 - 박무성 – 스타일링 어시스턴스 - Gabe Sin – 헤어 스타일링 (뮤직 비디오) - 이일중 – 헤어 스타일링 (음반 재킷) - 경민정 – 헤어 스타일링 (음반 재킷) - 오길주 – 메이크업 (뮤직 비디오) - 이나겸 – 메이크업 (뮤직 비디오, 음반 재킷) - 김예민 – 미술 디렉션, 그래픽 디자인, 패키지 디자인 (비치백) - 황유선 – 그래픽 디자인 - 엄후영 – 그래픽 디자인 - 최지연 – 그래픽 디자인 - 이북경 – 그래픽 디자인 - 정영준 – 뉴 미디어 콘텐츠 디렉션 - 송현지 – 뉴 미디어 콘텐츠 디렉션 - 김다나 – 뉴 미디어 콘텐츠 디렉션 - 김나연 – 콘텐츠 디렉션, 20/30 시각화 - 미고 – 삽화 - Theethru – 웹 개발 - 김은주 – 퍼포먼스 디렉터 - 김영후 – 퍼포먼스 디렉터 - Jerricoo – 퍼포먼스 디렉터 |

## 차트
| 차트 (2023)                           | 최고 순위 |
| 7                                     |           |
| 7                                     |           |
| 18                                    |           |
| 4                                     |           |
| 32                                    |           |
| 5                                     |           |
| 10                                    |           |
| 14                                    |           |
| 19                                    |           |
| 4                                     |           |
| ------------------------------------- | --------- |
| 일본 합산 앨범 (오리콘)               | 3         |
| 일본 핫 앨범 (빌보드 재팬)            | 4         |
| 리투아니아 앨범 (AGATA)               | 14        |
| 뉴질랜드 앨범 (RMNZ)                  | 3         |
| 58                                    |           |
| 3                                     |           |
| 대한민국 앨범 (써클 차트)             | 2         |
| 25                                    |           |
| 스웨덴 음반 실물 (스베리예토프리스탄) | 3         |
| 8                                     |           |
| 15                                    |           |
| 1                                     |           |
| 1                                     |           |

| 차트 (2023)          | 순위 |
| -------------------- | ---- |
| 일본 앨범 (오리콘)   | 9    |
| 대한민국 앨범 (써클) | 3    |

| 차트 (2023)                     | 순위 |
| ------------------------------- | ---- |
| 벨기에 앨범 (울트라톱 플랑드르) | 155  |
| 프랑스 앨범 (SNEP)              | 197  |
| 일본 앨범 (오리콘)              | 64   |
| 일본 핫 앨범 (빌보드 재팬)      | 71   |
| 대한민국 앨범 (써클)            | 17   |
| 미국 빌보드 200                 | 134  |
| 미국 월드 앨범 (빌보드)         | 4    |

| 차트 (2024)             | 순위 |
| ----------------------- | ---- |
| 미국 월드 앨범 (빌보드) | 3    |

## 판매량 및 인증
| 국가                                                  | 인증        | 판매량/출하량 |
| ----------------------------------------------------- | ----------- | ------------- |
| 일본                                                  | —           | 63,189        |
| 대한민국 (KMCA)                                       | 1× 밀리언   | 1,798,625     |
| 대한민국 (KMCA) 위버스 버전                           | 1× 플래티넘 | 449,287       |
| 미국                                                  | —           | 332,000       |
| *판매량을 기반으로 한 인증 ^출하량을 기반으로 한 인증 |             |               |

## 발매 역사
| 지역      | 날짜            | 형식                        | 레이블 | Ref.    |
| --------- | --------------- | --------------------------- | ------ | ------- |
| 여러 국가 | 2023년 7월 21일 | CD 디지털 다운로드 스트리밍 | ADOR   | [ 108 ] |

]

## 참고 목록

### 내용주
1. ↑   홍콩 아시아 태평양 국제 그룹과 선웨이 레코드가 주최하는 아시아 팝 뮤직 어워드는 2019년 9월에 개설된 "아시아 팝 뮤직 차트"를 기반으로 수상자를 결정한다.[71]
2. ↑  나머지 한 장은 블랙핑크의 BORN PINK (2022)이다.
3. ↑  나머지 세 앨범은 Stray Kids의 5-Star, 카롤 G의 Mañana Será Bonito, 투모로우바이투게더의 이름의 장: TEMPTATION이다.